# Hozzáférhetőségi heurisztika
A hozzáférhetőségi heurisztika – melyet gyakran neveznek elérhetőség-heurisztikának is – kimondja, hogy egy esemény elképzelhető okait, bekövetkezésének valószínűségét, illetve annak gyakoriságát sokszor az alapján ítéljük vagy becsüljük meg, hogy milyen könnyen jutnak eszünkbe a hozzá kapcsolódó emlékeink, tapasztalataink. Esetleg az adott esetben az eseménnyel kapcsolatos példák. Tehát, mivel könnyen felidézhetőek ezek az információk, akár extrém voltuk miatt, vagy csak mert sűrűn hallunk róluk, egy hasonló esemény előfordulását lehetségesebbnek fogjuk tartani, mint amilyen az valójában.
Ez a heurisztika kihathat a benyomásaink kialakulására is. A benyomásaink kialakulását befolyásolják a látható jelek (testbeszéd, viselkedés stb.). Ezek minél könnyebben felidézhetőek, illetve minél könnyebben észlelhetőek, annál valószínűbb a befolyásoló hatásuk.

## A hozzáférhetőségi és elérhetőségi heurisztikából fakadó torzítások
- A visszaemlékezés könnyűsége

Az egyik ilyen forrása a torzításnak a „visszaemlékezés könnyűsége”. Például, ha mondjuk gyilkosság elkövetéséről többet hallunk a híradóban, mint betörésről, akkor azt gondoljuk, hogy általában több gyilkosság történik, mint betörés.  Minél frissebbek, és minél élénkebben élnek bennünk ezek a példák, annál jobban befolyásolják döntésünket.
- A visszakeresés könnyűsége

A másik lehetséges forrás a „visszakeresés könnyűsége”. Minél egyszerűbb utánanézni/utánakeresni egy adatnak, annál nagyobb jelentőséget tulajdonítunk neki. Akár a memóriánkban keressük, akár külső forrásra hagyatkozunk Például könnyebb a szobák méretét nagyságrendekben tárolni, mint négyzetméterre átszámolva, így könnyebb visszakeresni - „a mi nappalink akkora mint a fürdőszoba nálatok”
- Feltételezett oksági kapcsolat

A harmadik forrás a „feltételezett oksági kapcsolatok”. Gyakran oksági kapcsolatot feltételezünk abban az esetben, ha két esemény együttes bekövetkezésének példái könnyen felidézhetőek. Például „a zenészek előbb nyúlnak drogokhoz, mint bárki más” (Gyakrabban kerül a média figyelmének középpontjába egy híresség droghasználata, mint egy átlagemberé.) Az így kapott következtetés természetesen csak torzítás, hiszen szélesebb körű kognitív feldolgozásra lenne szükség a valós eredményhez.